# هيليارد غريفز
هيليارد غريفز هو لاعب هوكي الجليد كندي، ولد في 18 أكتوبر 1950 في سانت جون في كندا.

## وصلات خارجية
- هيليارد غريفز على موقع دوري الهوكي الوطني (الإنجليزية)
- هيليارد غريفز على موقع EliteProspects.com (الإنجليزية)
- هيليارد غريفز على موقع HockeyDB.com (الإنجليزية)
- هيليارد غريفز على موقع Hockey-Reference.com (الإنجليزية)